# Leviathan – Berliner Zeitschrift für Sozialwissenschaft

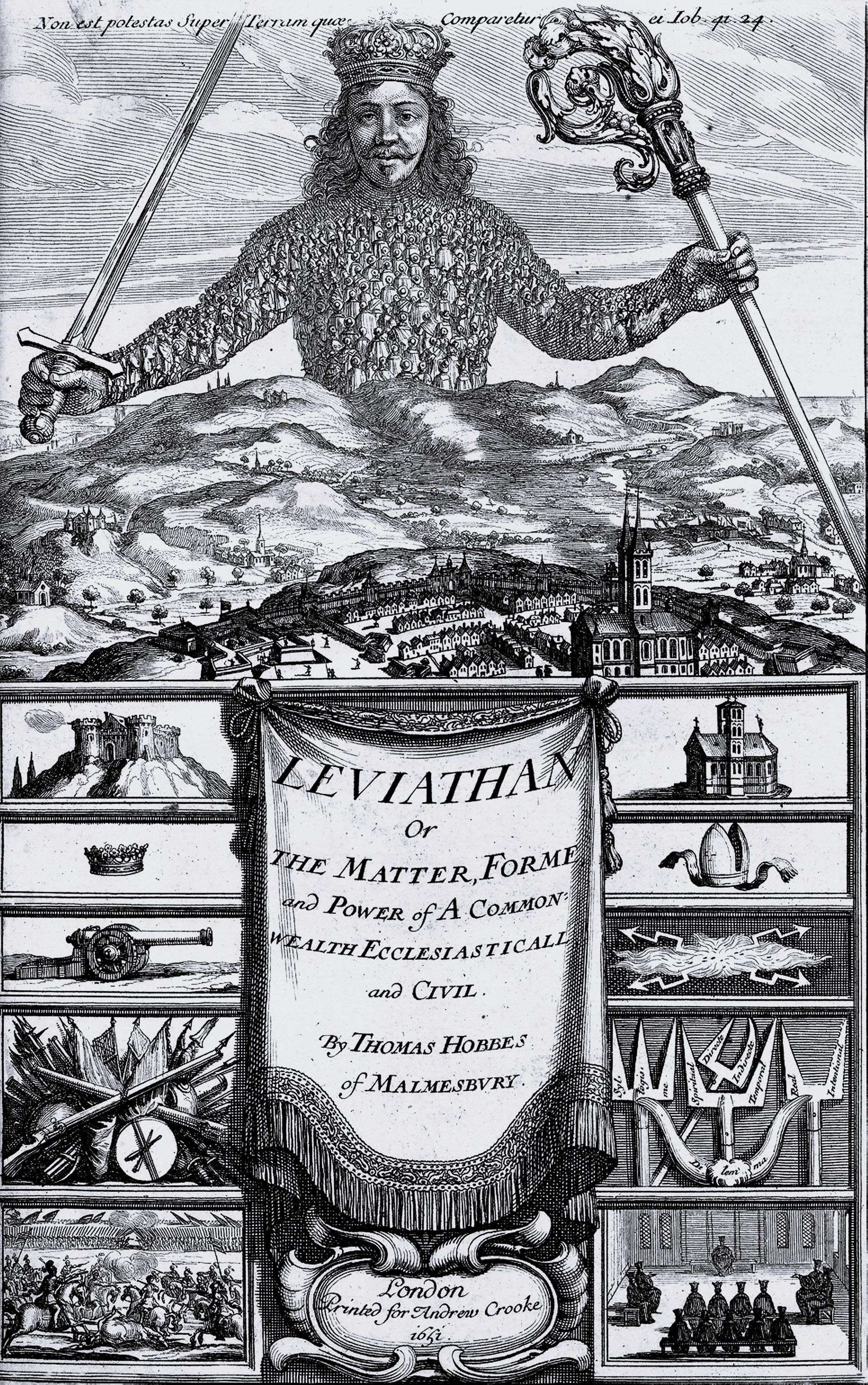
Das Titelblatt von Hobbes’ Leviathan
ist auch das der Zeitschrift.
Die Herrscherfigur ist aus lauter Menschenleibern zusammengesetzt.

Leviathan – Berliner Zeitschrift für Sozialwissenschaft (Untertitel vor dem Heft 2/2005: Zeitschrift für Sozialwissenschaft) ist eine 1973 gegründete, vierteljährlich erscheinende Publikation, die vom Wissenschaftszentrum Berlin für Sozialforschung gemeinsam mit der Freien Universität Berlin, der Humboldt-Universität zu Berlin und der Hertie School of Governance herausgegeben wird. Bis einschließlich 2011 erschien sie im Verlag für Sozialwissenschaften, seit 2012 erscheint sie im Nomos Verlag.
Zu den Gründungsherausgebern gehörten Wolf-Dieter Narr, Claus Offe und Dieter Senghaas sowie Claus Koch.

## Profil
Der Name geht auf Thomas Hobbes’ bekannte staatsphilosophische Schrift Leviathan zurück, in der er dem Staat nahezu uneingeschränkte Macht über seine Bürger zubilligt.
Die Zeitschrift betrachtet es als ihre Aufgabe, das Wechselspiel von bürgerlichem Leben und Herrschaft, Individualismus und staatlichem Zwang, Frieden und Drohung mit Krieg zu beleuchten. Zielgruppe sind insbesondere Wissenschaftler und Studenten sozialwissenschaftlicher Disziplinen wie Politikwissenschaft, Soziologie und Volkswirtschaftslehre, aber auch andere Interessierte.